# Bert Kalmar
Bert Kalmar (Nueva York, 10 de febrero de 1884-Los Ángeles, 18 de septiembre de 1947) fue un compositor de canciones estadounidense.
Junto con Harry Ruby constituyeron uno de los dúos musicales más exitosos de la primera mitad del siglo XX. Su colaboración se retrata en el musical de 1950 de MGM Three Little Words, protagonizado por Fred Astaire en el papel de Kalmar y Red Skelton en el de Ruby. 
En 1970 fue incluido en el Salón de la Fama de los Compositores.